# Cliron
Cliron is een gemeente in het Franse departement Ardennes in de regio Grand Est en maakt deel uit van het arrondissement Charleville-Mézières. De gemeente telde 412 inwoners op 1 januari 2022.

## Geschiedenis
Cliron fuseerde in 1973 met Montcornet tot Montcornet-en-Ardenne. Dit werd in 1989 weer ongedaan gemaakt, waarop Cliron weer een zelfstandige gemeente werd. De gemeente werd op 22 maart 2015 opgenomen in nieuwgevormde kanton Charleville-Mézières-1 nadat het kanton Renwez, waar de gemeente tot dan toe onder viel, werd opgeheven.

## Geografie
De oppervlakte van Cliron bedraagt 6,18 vierkante kilometer; Op 1 januari 2022 was de bevolkingsdichtheid 66,7 inwoners per km².
De onderstaande kaart toont de ligging van Cliron met de belangrijkste infrastructuur en aangrenzende gemeenten.

## Demografie
Onderstaande figuur toont het verloop van het inwonertal.
Vanwege een beveiligingsprobleem met de MediaWiki Graph-software is het momenteel niet mogelijk deze grafiek weer te geven. Zodra de software is bijgewerkt zal de grafiek vanzelf weer zichtbaar worden.

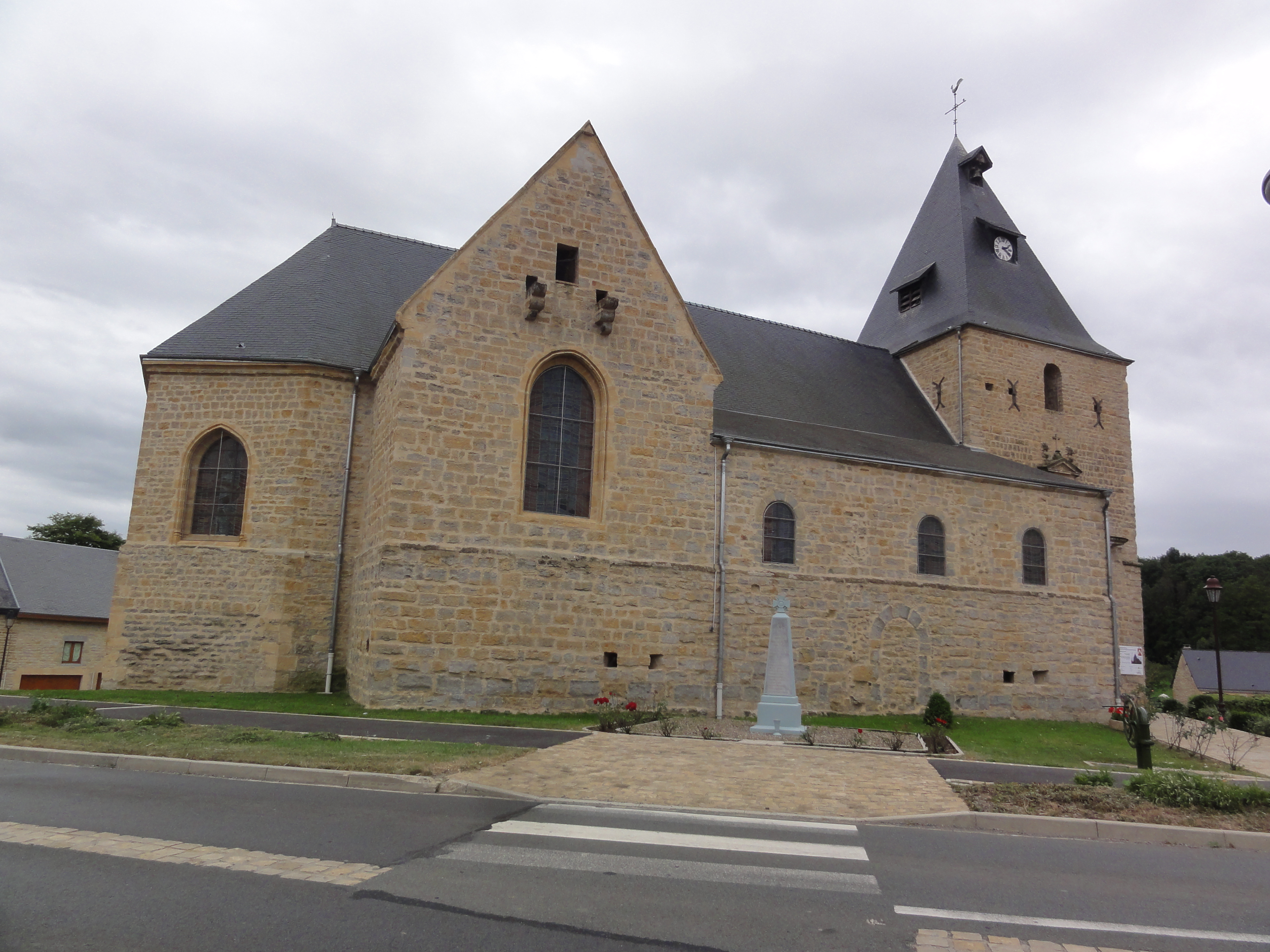
Kerk Saint-Martin van Cliron
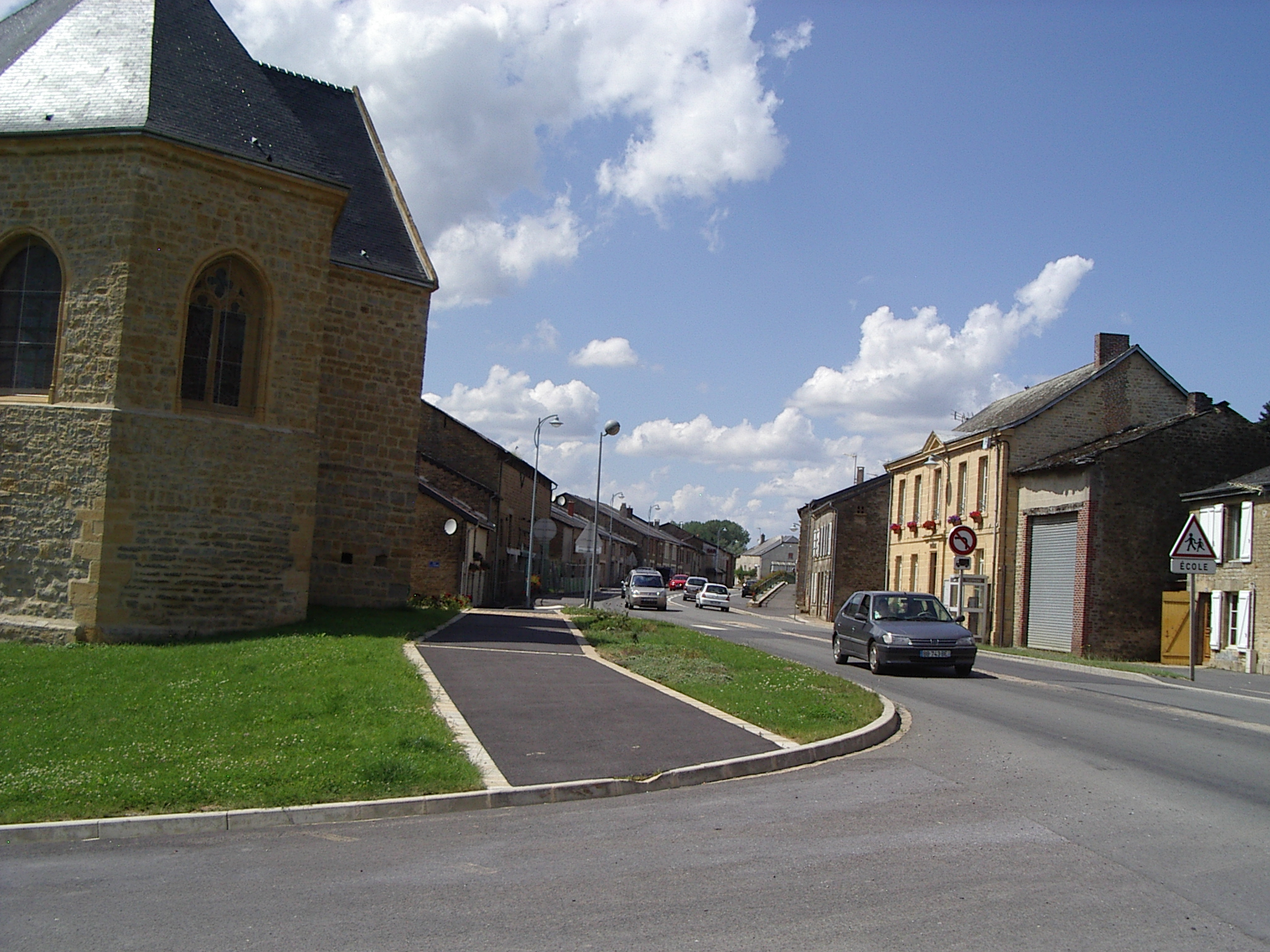
De hoofdstraat van Cliron
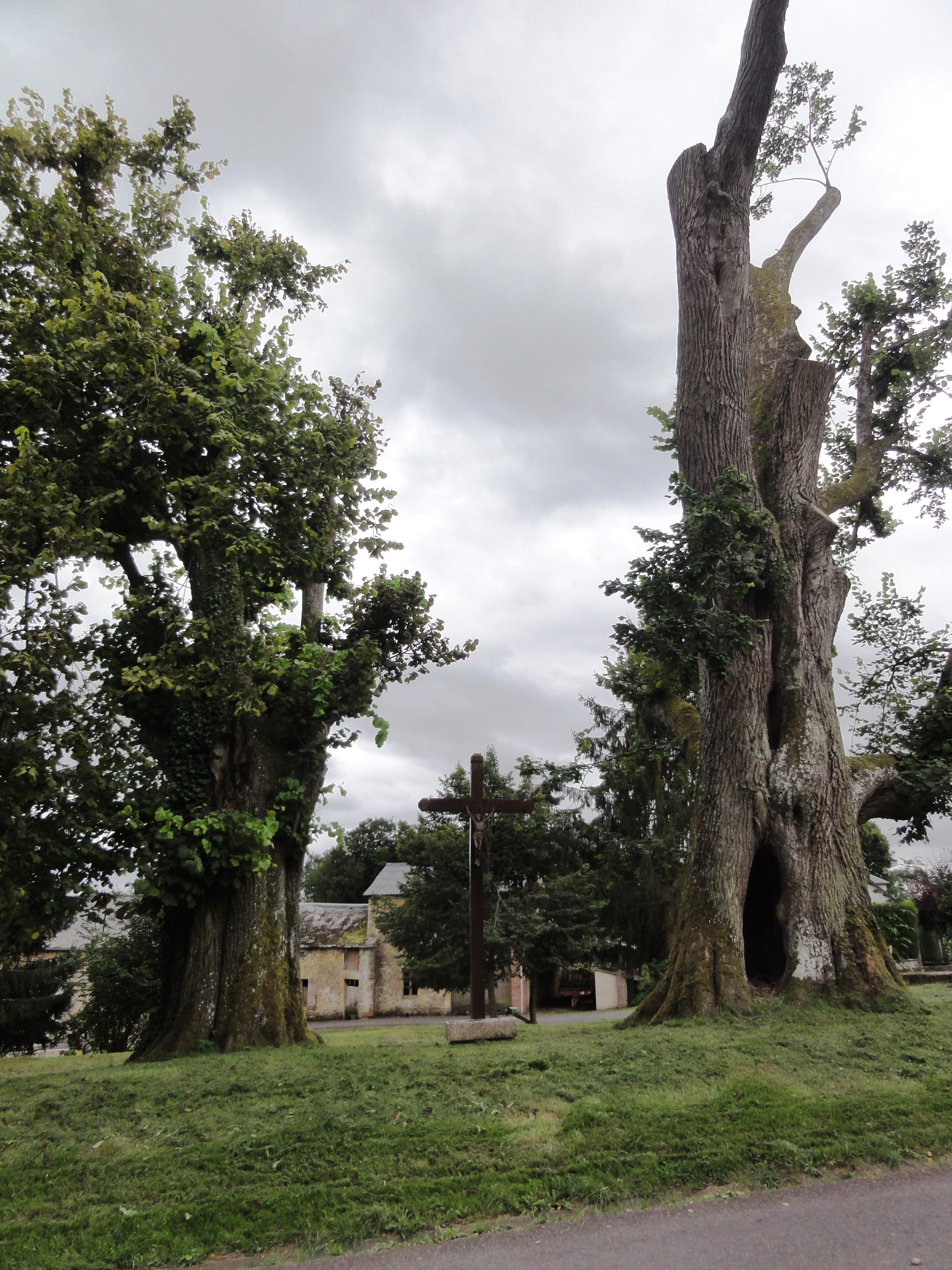
Een kruis tussen twee oude linden in het gehucht Charroue